# Ismael López Muñoz
Ismael López Muñoz (Santander, 4 de julio de 1938- Tarifa, 1 de agosto de 1988) fue un periodista, corresponsal, fundador del diario El País y primer defensor del lector de la prensa española.

## Biografía
Trabajó en Gaceta Ilustrada, Nivel, Nuevo Diario, periódico del que fue subdirector, y fundó y dirigió el centro regional de TVE en el País Vasco. Fue director de La Voz de Avilés. En 1976 forma parte del equipo fundador de El País, periódico al que estará ligado hasta el final de su vida. Fue el primer jefe de la sección Nacional y creó y organizó la corresponsalía en Moscú en 1977 pocos meses después del establecimiento de relaciones diplomáticas de España con la Unión Soviética.
A la vuelta de la corresponsalía ocupó la jefatura de Cierre, creó el Servicio de Noticias y desde finales de 1985 hasta finales de 1987 fue defensor del lector. Su último trabajo en el periódico fue la jefatura de redacción del equipo de investigación de El País. 
Falleció en Tarifa el 1 de agosto de 1988.
Fue padre del guionista y director español Guillermo Logar y de Silvia López fallecida en accidente el 27 de febrero de 1988.